# Risoluzione 425 del Consiglio di sicurezza delle Nazioni Unite
La Risoluzione 425 del Consiglio di sicurezza delle Nazioni Unite, adottata il 19 marzo 1978, cinque giorni dopo invasione del Libano da parte di Israele, chiedeva ad Israele di ritirare immediatamente le sue forze militari dal Libano e stabiliva la creazione dell'United Nations Interim Force In Lebanon (UNIFIL). La risoluzione ottenne 12 vote a favore e 9 contrari, la Cecoslovacchia e l'Unione Sovietica si astennero e la Repubblica Popolare di Cina non partecipò alla votazione.

## Antefatto
La risoluzione 425 del Consiglio di sicurezza delle Nazioni Unite è stata emessa cinque giorni dopo l'invasione israeliana del Libano, il 14 marzo 1978, in quella che è stata definita operazione Litani.
L'obiettivo dichiarato dell'operazione Litani era di eliminare le basi dell'Organizzazione per la Liberazione della Palestina (OLP) situate all'interno del Libano, a sud del fiume Litani, al fine di proteggere meglio il nord di Israele.
A seguito delle dichiarazioni del governo libanese, le Nazioni Unite, guidate dagli Stati Uniti d'America, iniziarono a pensare ad una forza di mantenimento della pace per l'area occupata da Israele al fine di provocare un ritiro delle forze israeliane e reintrodurre l'autorità del governo libanese nel sud del Libano.
Questi sforzi culminarono nella risoluzione 425, durante la 2074ª riunione del Consiglio di sicurezza delle Nazioni Unite del 19 marzo 1978. Ciò portò alla formazione dell'UNIFIL, il cui obiettivo era confermare il ritiro israeliano dal Libano ripristinare la pace e la sicurezza internazionali e aiutare il governo libanese a ripristinare la sua effettiva autorità nella zona.

## Testo della risoluzione
1. Calls for strict respect for the territorial integrity, sovereignty and political independence of Lebanon within its internationally recognized boundaries;
2. Calls upon Israel immediately to cease its military action against Lebanese territorial integrity and withdraw forthwith its forces from all Lebanese territory;
3. Decides, in the light of the request of the Government of Lebanon, to establish immediately under its authority a United Nations interim force for Southern Lebanon for the purpose of confirming the withdrawal of Israeli forces, restoring international peace and security and assisting the Government of Lebanon in ensuring the return of its effective authority in the area, the Force to be composed of personnel drawn from Member States;
4. Requests the Secretary-General to report to the Council within twenty-four hours on the implementation of the present resolution.»

1. Chiede il rispetto rigoroso dell'integrità territoriale, della sovranità e dell'indipendenza politica del Libano entro i suoi confini internazionalmente riconosciuti;
2. Invita Israele a cessare immediatamente la sua azione militare contro l'integrità territoriale libanese e a ritirare immediatamente le sue forze da tutto il territorio libanese;
3. Decide, alla luce della richiesta del governo del Libano, di istituire immediatamente sotto la sua autorità una forza provvisoria delle Nazioni Unite per il Libano meridionale allo scopo di confermare il ritiro delle forze israeliane, ripristinare la pace e la sicurezza internazionali e assistere il governo del Libano nel garantire il ritorno della propria autorità effettiva nell'area, la Forza deve essere composta da personale proveniente dagli Stati membri;
4. Chiede al Segretario Generale di riferire al Consiglio entro ventiquattro ore sull'attuazione della presente risoluzione.»

(Risoluzione 425 del Consiglio di sicurezza delle Nazioni Unite)

## Conseguenze
Le prime forze dell'United Nations Interim Force in Lebanon (UNIFIL) giunsero il Libano il 23 marzo 1978, quattro giorni dopo la risoluzione. Israele ritirò le sue forze entro il mese di giugno, ma in seguito, ampliò la sua occupazione con un'invasione su larga scala nel giugno 1982, in cui le truppe israeliane occuparono la capitale Beirut. Altri importanti attacchi in Libano ebbero luogo nel luglio del 1993 e nell'aprile del 1996.
Nel maggio 2000, più di 22 anni dopo l'approvazione della risoluzione 425, Israele ritirò le sue truppe dal Libano meridionale. Prima del ritiro, le voci di opposizione all'interno di Israele spinsero il governo a ritirarsi dal Libano, non vedendo alcun motivo valido per rimanervi e sostenere attacchi libanesi.

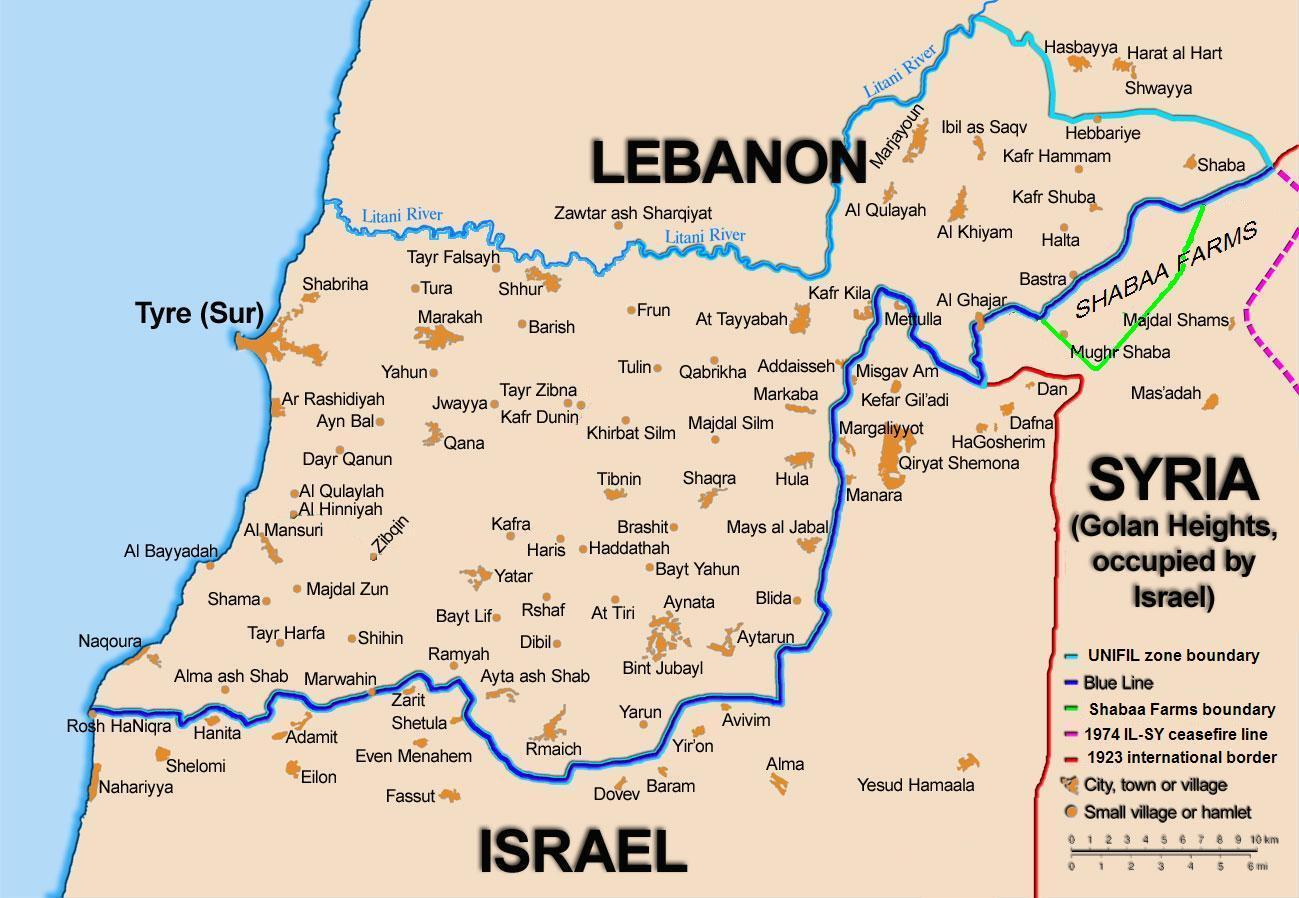
La Linea Blu segna il confine Libano-Israele. Un'estensione traccia il confine Libano-Alture del Golan.

Il Segretario generale delle Nazioni Unite concluse che, dal 16 giugno 2000, Israele aveva effettivamente ritirato le sue forze dal Libano, in conformità con la risoluzione 425 (1978). Il confine riconosciuto dalle Nazioni Unite è noto come "Linea Blu".
Il Libano, tuttavia, affermava che Israele continuava a mantenere la terra libanese sotto la sua occupazione, principalmente nella zona delle fattorie di Shebaa. Israele sostenne, e le Nazioni Unite furono d'accordo, che le fattorie di Shebaa sono su territorio Siriano e non libanese, e quindi non facevano parte della risoluzione 425.
Il Libano non estese il controllo sul sud del Libano, sebbene fosse stato chiamato a farlo con Risoluzione 1391 del 2002 e ribadito dalla Risoluzione 1496 del 2003. Israele presentò molteplici proteste denunciando la condotta del Libano.

## Violazione della risoluzione
Immediatamente dopo il ritiro, gli aerei israeliani attraversarono la Linea Blu quasi quotidianamente, penetrando in profondità nello spazio aereo libanese.
Da metà dicembre 2005, il numero delle violazioni aeree israeliane andò diminuendo. Anche le navi da guerra israeliane continuarono a violare le acque territoriali libanesi. Il 22 ottobre 2005 un pescatore libanese venne segnalato come disperso. La sua barca si era arenata sulla costa di Israele e fu restituita dall'esercito israeliano, ma vennero trovati una serie di segni di proiettile sulla barca. Le forze di difesa israeliane spiegarono di aver aperto il fuoco come precauzione nel caso in cui la barca fosse una trappola, ma che all'epoca era già vuota. Molti altri incidenti vennero segnalati lungo la Linea Blu, come spari e attacchi transfrontalieri. Sia il Libano che Israele presentarono molteplici denunce riguardanti le violazioni dell'altra parte.
Hezbollah, un gruppo sciita che esercitava de facto la sovranità su gran parte del Governatorato del Sud Libano, rigettò la risoluzione 425 e continuò a lanciare attacchi contro le truppe di Israele, principalmente all'interno delle fattorie di Shebaa Farms.  Il Libano chiese inoltre ad Israele di liberare i prigionieri di guerra e di consegnare le mappe delle mine poste nell'area che era sotto la sua occupazione.

### Raid di Hezbollah del 2000 sul confine
Il 7 ottobre 2000, tre soldati israeliani – Adi Avitan, Benyamin Avraham e Omar Sawaidwere – vennero catturati da Hezbollah attraverso la Linea Blu. I soldati furono uccisi durante l'attacco o subito dopo.

### Guerra del Libano 2006
Nel contesto di questa lunga storia di incursioni sul confine libanese/israeliano sia da parte di Hezbollah che dalle forze dell'IDF, i combattenti di Hezbollah spararono razzi su Israele. Dei sette soldati israeliani a bordo di due mezzi blindati leggeri, due furono feriti, tre uccisi e due catturati e portati in Libano. Altri cinque vennero uccisi in un tentativo di salvataggio israeliano fallito. Israele rispose con un massiccio fuoco aereo e di artiglieria su obiettivi in Libano, che danneggiarono infrastrutture civili, tra le quali (l'Aeroporto Internazionale di Beirut-Rafic Hariri poiché Israele affermava che Hezbollah era solito importare armi), un blocco aereo e navale, e un'invasione terrestre nel sud del Libano. Hezbollah quindi lanciò altri missili nel nord di Israele e ingaggiò una guerriglia con le forze di difesa di Israele